# Чо Гван Ре
Чо Гван Ре (кор. 조광래, нар. 19 березня 1954, Чінджу) — південнокорейський футболіст, що грав на позиції півзахисника. По завершенні ігрової кар'єри — тренер.
Виступав за декілька корейських клубів та національну збірну Південної Кореї, у складі якої був учасником чемпіонату світу 1986 року. Згодом очолював тренерський штаб національної команди.

## Клубна кар'єра
Народився 19 березня 1954 року в місті Чінджу. Вихованець футбольної команди Університету Йонсей.
У дорослому футболі дебютував 1978 року виступами за команду клубу «ПОСКО», в якій провів один сезон. 
Протягом 1980–1981 років проходив службу в армії, протягом якої грав за армійську команду «Санджу Санму».
1982 року став гравцем клубу «Деу Ройялс», за який відіграв шість сезонів. Завершив професійну кар'єру футболіста виступами за команду «Пусан Ай Парк» у 1987 році.

## Виступи за збірну
1977 року дебютував в офіційних матчах у складі національної збірної Південної Кореї.
У складі збірної був учасником кубка Азії 1980 року в Кувейті, де відіграв в усіх іграх своєї команди, яка дійшла фіналу, в якому поступилася господарям турніру і здобула «срібло». Згодом також був основним гравцем збірної на чемпіонаті світу 1986 року в Мексиці, де корейці не змогли подолати груповий етап.
Загалом протягом кар'єри у національній команді, яка тривала 10 років, провів у формі головної команди країни 99 матчів, забивши 14 голів.

## Кар'єра тренера
Розпочав тренерську кар'єру відразу ж по завершенні кар'єри гравця, 1987 року,увійшовши до тренерського штабу свого останнього клубу «Деу Ройялс». 1992 року також був асистентом головного тренера збірної Південної Кореї. того ж 1992 року розпочав самостійну тренерську роботу, ставши на наступні три роки в структурі «Деу Ройялс» головним тренером основної команди.
В подальшому очолював команди клубів «Сувон Самсунг Блювінгз», «Сеул» та «Кьоннам».
2010 року був призначений головним тренером національної збірної Південної Кореї. Готував команду до участі у кубку Азії 2011 року, на якому вона здобула бронзові нагороди. Залишив збірну невдовзі після цього турніру.
| Дата       | Місто        | Господарі         | Результат             | Гості             | Турнір                     | Голи | Примітки |
| ---------- | ------------ | ----------------- | --------------------- | ----------------- | -------------------------- | ---- | -------- |
| 14-2-1977  | Сінгапур     | Сінгапур          | 0 – 4                 | Південна Корея    | товариський матч           | -    | 46'      |
| 20-2-1977  | Манама       | Бахрейн           | 1 – 1                 | Південна Корея    | товариський матч           | -    |          |
| 26-3-1977  | Токіо        | Японія            | 0 – 0                 | Південна Корея    | Відбір до ЧС 1978          | -    | 70'      |
| 3-4-1977   | Сеул         | Південна Корея    | 1 – 0                 | Японія            | Відбір до ЧС 1978          | -    | 45'      |
| 15-6-1977  | Сеул         | Південна Корея    | 2 – 1                 | Японія            | Щорічний матч Корея-Японія | -    | 46'      |
| 3-7-1977   | Пусан        | Південна Корея    | 0 – 0                 | Іран              | Відбір до ЧС 1978          | -    |          |
| 20-7-1977  | Куала-Лумпур | Південна Корея    | 4 – 1                 | Таїланд           | Pestabola Merdeka 1977     | -    | 45'      |
| 22-7-1977  | Куала-Лумпур | Південна Корея    | 5 – 1                 | Індонезія         | Pestabola Merdeka 1977     | 1    |          |
| 24-7-1977  | Куала-Лумпур | Південна Корея    | 4 – 0                 | Бірма             | Pestabola Merdeka 1977     | 1    | 45'      |
| 26-7-1977  | Куала-Лумпур | Малайзія          | 1 – 1                 | Південна Корея    | Pestabola Merdeka 1977     | -    |          |
| 28-7-1977  | Куала-Лумпур | Ірак              | 1 – 1                 | Південна Корея    | Pestabola Merdeka 1977     | -    |          |
| 31-7-1977  | Куала-Лумпур | Південна Корея    | 1 – 0                 | Ірак              | Pestabola Merdeka 1977     | -    |          |
| 27-8-1977  | Сідней       | Австралія         | 1 – 2                 | Південна Корея    | Відбір до ЧС 1978          | -    |          |
| 3-9-1977   | Сеул         | Південна Корея    | 5 – 1                 | Таїланд           | Кубок Президента 1977      | -    |          |
| 5-9-1977   | Тегу         | Південна Корея    | 3 – 0                 | Індія             | Кубок Президента 1977      | -    | 58'      |
| 13-9-1977  | Сеул         | Південна Корея    | 3 – 0                 | Малайзія          | Кубок Президента 1977      | -    |          |
| 9-10-1977  | Сеул         | Південна Корея    | 1 – 0                 | Кувейт            | Відбір до ЧС 1978          | -    | 45'      |
| 11-11-1977 | Тегеран      | Іран              | 2 – 2                 | Південна Корея    | Відбір до ЧС 1978          | -    |          |
| 4-12-1977  | Пусан        | Південна Корея    | 5 – 2                 | Гонконг           | Відбір до ЧС 1978          | -    |          |
| 12-7-1978  | Куала-Лумпур | Малайзія          | 1 – 3                 | Південна Корея    | Pestabola Merdeka 1978     | -    |          |
| 14-7-1978  | Куала-Лумпур | Південна Корея    | 3 – 0                 | Таїланд           | Pestabola Merdeka 1978     | -    | 45'      |
| 16-7-1978  | Куала-Лумпур | Південна Корея    | 2 – 0                 | Сінгапур          | Pestabola Merdeka 1978     | -    |          |
| 19-7-1978  | Куала-Лумпур | Південна Корея    | 4 – 0                 | Японія            | Pestabola Merdeka 1978     | 1    |          |
| 22-7-1978  | Куала-Лумпур | Південна Корея    | 2 – 0                 | Ірак              | Pestabola Merdeka 1978     | -    |          |
| 25-7-1978  | Куала-Лумпур | Південна Корея    | 2 – 0                 | Індонезія         | Pestabola Merdeka 1978     | -    | 45'      |
| 29-7-1978  | Куала-Лумпур | Південна Корея    | 2 – 0                 | Ірак              | Pestabola Merdeka 1978     | -    | 45'      |
| 11-9-1978  | Пусан        | Південна Корея    | 2 – 2                 | Малайзія          | Кубок Президента 1978      | -    |          |
| 11-12-1978 | Бангкок      | Бахрейн           | 1 – 5                 | Південна Корея    | Азійські ігри              | 2    |          |
| 13-12-1978 | Бангкок      | Південна Корея    | 2 – 0                 | Кувейт            | Азійські ігри              | -    | 45'      |
| 17-12-1978 | Бангкок      | КНР               | 0 – 1                 | Південна Корея    | Азійські ігри              | -    |          |
| 18-12-1978 | Бангкок      | Південна Корея    | 1 – 0                 | Малайзія          | Азійські ігри              | -    |          |
| 20-12-1978 | Бангкок      | Північна Корея    | 0 – 0                 | Південна Корея    | Азійські ігри              | -    | 45'      |
| 25-12-1978 | Маніла       | Південна Корея    | 4 – 1                 | Макао             | Відбір до Кубка Азії 1980  | -    |          |
| 29-12-1978 | Маніла       | Південна Корея    | 1 – 0                 | КНР               | Відбір до Кубка Азії 1980  | -    | 46'      |
| 4-3-1979   | Токіо        | Японія            | 2 – 1                 | Південна Корея    | Щорічний матч Корея-Японія | -    | 80'      |
| 16-6-1979  | Сеул         | Південна Корея    | 4 – 1                 | Японія            | Щорічний матч Корея-Японія | -    |          |
| 8-9-1979   | Сеул         | Південна Корея    | 8 – 0                 | Судан             | Кубок Президента 1979      | 1    |          |
| 12-9-1979  | Тегу         | Південна Корея    | 6 – 0                 | Шрі-Ланка         | Кубок Президента 1979      | -    | 67'      |
| 16-9-1979  | Інчхон       | Південна Корея    | 9 – 0                 | Бангладеш         | Кубок Президента 1979      | 3    |          |
| 30-1-1980  | Ер-Ріяд      | Саудівська Аравія | 1 – 3                 | Південна Корея    | товариський матч           | -    |          |
| 1-2-1980   | Джидда       | Саудівська Аравія | 0 – 0                 | Південна Корея    | товариський матч           | -    |          |
| 26-2-1980  | Лос-Анджелес | Мексика           | 0 – 1                 | Південна Корея    | товариський матч           | -    |          |
| 23-8-1980  | Сеул         | Південна Корея    | 2 – 0                 | Малайзія          | Кубок Президента 1980      | -    |          |
| 25-8-1980  | Чхунчхон     | Південна Корея    | 3 – 0                 | Індонезія         | Кубок Президента 1980      | -    |          |
| 27-8-1980  | Теджон       | Південна Корея    | 4 – 0                 | Таїланд           | Кубок Президента 1980      | -    | 45'      |
| 29-8-1980  | Кванджу      | Південна Корея    | 5 – 0                 | Бахрейн           | Кубок Президента 1980      | 1    |          |
| 2-9-1980   | Сеул         | Південна Корея    | 2 – 0                 | Індонезія         | Кубок Президента 1980      | -    |          |
| 16-9-1980  | Ель-Кувейт   | Південна Корея    | 1 – 1                 | Малайзія          | Кубок Азії 1980 - 1-й етап | -    |          |
| 19-9-1980  | Ель-Кувейт   | Катар             | 0 – 2                 | Південна Корея    | Кубок Азії 1980 - 1-й етап | -    |          |
| 21-9-1980  | Ель-Кувейт   | Кувейт            | 0 – 3                 | Південна Корея    | Кубок Азії 1980 - 1-й етап | -    | 45'      |
| 28-9-1980  | Ель-Кувейт   | Південна Корея    | 2 – 1                 | Північна Корея    | Кубок Азії 1980 - півфінал | -    |          |
| 30-9-1980  | Ель-Кувейт   | Кувейт            | 3 – 0                 | Південна Корея    | Кубок Азії 1980 - фінал    | -    |          |
| 11-2-1981  | Мехіко       | Мексика           | 4 – 0                 | Південна Корея    | товариський матч           | -    | 65'      |
| 8-3-1981   | Токіо        | Японія            | 0 – 1                 | Південна Корея    | Щорічний матч Корея-Японія | -    | 30'      |
| 21-4-1981  | Ель-Кувейт   | Південна Корея    | 2 – 1                 | Малайзія          | Відбір до ЧС 1982          | -    |          |
| 24-4-1981  | Ель-Кувейт   | Південна Корея    | 5 – 1                 | Таїланд           | Відбір до ЧС 1982          | -    |          |
| 29-4-1981  | Ель-Кувейт   | Кувейт            | 2 – 0                 | Південна Корея    | Відбір до ЧС 1982          | -    |          |
| 17-6-1981  | Чонджу       | Південна Корея    | 2 – 0                 | Малайзія          | Кубок Президента 1981      | -    |          |
| 21-6-1981  | Пусан        | Південна Корея    | 2 – 0                 | Японія            | Кубок Президента 1981      | -    |          |
| 17-8-1981  | Джакарта     | Південна Корея    | 2 – 0                 | Таїланд           | Турнір ювілею Джакарти     | -    |          |
| 20-8-1981  | Джакарта     | Індонезія         | 0 – 1                 | Південна Корея    | Турнір ювілею Джакарти     | -    |          |
| 4-9-1981   | Куала-Лумпур | Південна Корея    | 2 – 0                 | Сінгапур          | Pestabola Merdeka 1981     | -    |          |
| 13-9-1981  | Куала-Лумпур | Південна Корея    | 1 – 1                 | Ірак              | Pestabola Merdeka 1981     | -    |          |
| 16-9-1981  | Куала-Лумпур | Таїланд           | 1 – 1                 | Південна Корея    | Pestabola Merdeka 1981     | -    |          |
| 1-3-1982   | Колката      | Південна Корея    | 1 – 1                 | КНР               | Кубок Неру 1982            | -    |          |
| 7-3-1982   | Багдад       | Ірак              | 3 – 0                 | Південна Корея    | товариський матч           | -    |          |
| 10-3-1982  | Багдад       | Ірак              | 1 – 1                 | Південна Корея    | товариський матч           | -    |          |
| 21-3-1982  | Сеул         | Південна Корея    | 3 – 0                 | Японія            | Щорічний матч Корея-Японія | -    |          |
| 9-5-1982   | Бангкок      | Таїланд           | 0 – 3                 | Південна Корея    | Кубок Короля 1982          | -    |          |
| 7-6-1982   | Сеул         | Південна Корея    | 3 – 0                 | Індонезія         | Кубок Президента 1982      | 2    |          |
| 9-6-1982   | Пусан        | Південна Корея    | 1 – 0                 | Індія             | Кубок Президента 1982      | -    |          |
| 11-6-1982  | Кванджу      | Південна Корея    | 3 – 0                 | Бахрейн           | Кубок Президента 1982      | -    |          |
| 21-11-1982 | Нью-Делі     | Південна Корея    | 3 – 0                 | Південний Ємен    | Азійські ігри              | -    |          |
| 23-11-1982 | Нью-Делі     | Іран              | 1 – 0                 | Південна Корея    | Азійські ігри              | -    |          |
| 25-11-1982 | Нью-Делі     | Японія            | 2 – 1                 | Південна Корея    | Азійські ігри              | -    |          |
| 6-4-1985   | Сеул         | Південна Корея    | 4 – 0                 | Непал             | Відбір до ЧС 1986          | -    |          |
| 19-5-1985  | Сеул         | Південна Корея    | 2 – 0                 | Малайзія          | Відбір до ЧС 1986          | -    |          |
| 6-6-1985   | Теджон       | Південна Корея    | 3 – 2                 | Таїланд           | Кубок Президента 1985      | -    | 46'      |
| 8-6-1985   | Кванджу      | Південна Корея    | 3 – 0                 | Бахрейн           | Кубок Президента 1985      | -    | ?'       |
| 15-6-1985  | Сеул         | Південна Корея    | 2 – 0                 | Ірак              | Кубок Президента 1985      | -    |          |
| 21-7-1985  | Сеул         | Південна Корея    | 2 – 0                 | Індонезія         | Відбір до ЧС 1986          | -    |          |
| 30-7-1985  | Джакарта     | Індонезія         | 1 – 4                 | Південна Корея    | Відбір до ЧС 1986          | -    |          |
| 26-10-1985 | Токіо        | Японія            | 1 – 2                 | Південна Корея    | Відбір до ЧС 1986          | -    |          |
| 3-11-1985  | Сеул         | Південна Корея    | 1 – 0                 | Японія            | Відбір до ЧС 1986          | -    |          |
| 3-12-1985  | Лос-Анджелес | Мексика           | 2 – 1                 | Південна Корея    | товариський матч           | -    | 46'      |
| 8-12-1985  | Ірапуато     | Угорщина          | 1 – 0                 | Південна Корея    | Турнір Мексики             | -    |          |
| 11-12-1985 | Гвадалахара  | Мексика           | 2 – 1                 | Південна Корея    | Турнір Мексики             | -    | 79'      |
| 13-12-1985 | Мехіко       | Південна Корея    | 2 – 0                 | Алжир             | Турнір Мексики             | -    |          |
| 9-2-1986   | Гонконг      | Гонконг           | 0 – 2                 | Південна Корея    | Турнір Гонконгу            | -    |          |
| 16-2-1986  | Гонконг      | Південна Корея    | 1 – 3                 | Парагвай          | Турнір Гонконгу            | -    | 45'      |
| 2-6-1986   | Мехіко       | Аргентина         | 3 – 1                 | Південна Корея    | ЧС 1986 - 1-й етап         | -    | 23'      |
| 5-6-1986   | Мехіко       | Південна Корея    | 1 – 1                 | Болгарія          | ЧС 1986 - 1-й етап         | -    | 72'      |
| 10-6-1986  | Пуебла       | Південна Корея    | 2 – 3                 | Італія            | ЧС 1986 - 1-й етап         | -    |          |
| 20-9-1986  | Пусан        | Південна Корея    | 3 – 0                 | Індія             | Азійські ігри              | -    |          |
| 24-9-1986  | Пусан        | Південна Корея    | 0 – 0                 | Бахрейн           | Азійські ігри              | -    |          |
| 28-9-1986  | Пусан        | КНР               | 2 – 4                 | Південна Корея    | Азійські ігри              | -    |          |
| 1-10-1986  | Пусан        | Південна Корея    | 1 – 1 д.ч. (5-4 п.п.) | Іран              | Азійські ігри              | -    |          |
| 3-10-1986  | Сеул         | Індонезія         | 0 – 4                 | Південна Корея    | Азійські ігри              | 1    |          |
| 5-10-1986  | Сеул         | Південна Корея    | 2 – 0                 | Саудівська Аравія | Азійські ігри              | 1    |          |
| Усього     |              | Матчів            | 99                    |                   | Голів                      | 14   |          |

## Титули і досягнення
Гравець
- Срібний призер Кубка Азії: 1980
- Переможець Азійських ігор: 1978, 1986

Тренер
- Бронзовий призер Кубка Азії: 2011